# Hamsey Green
Hamsey Green – wieś w Anglii, w hrabstwie Surrey, w dystrykcie Tandridge. Leży 22 km na południe od centrum Londynu.